# Automobil-Verkehrs- und Übungs-Straße

A 115

Karta på motorvägen 115 där AVUS ingår

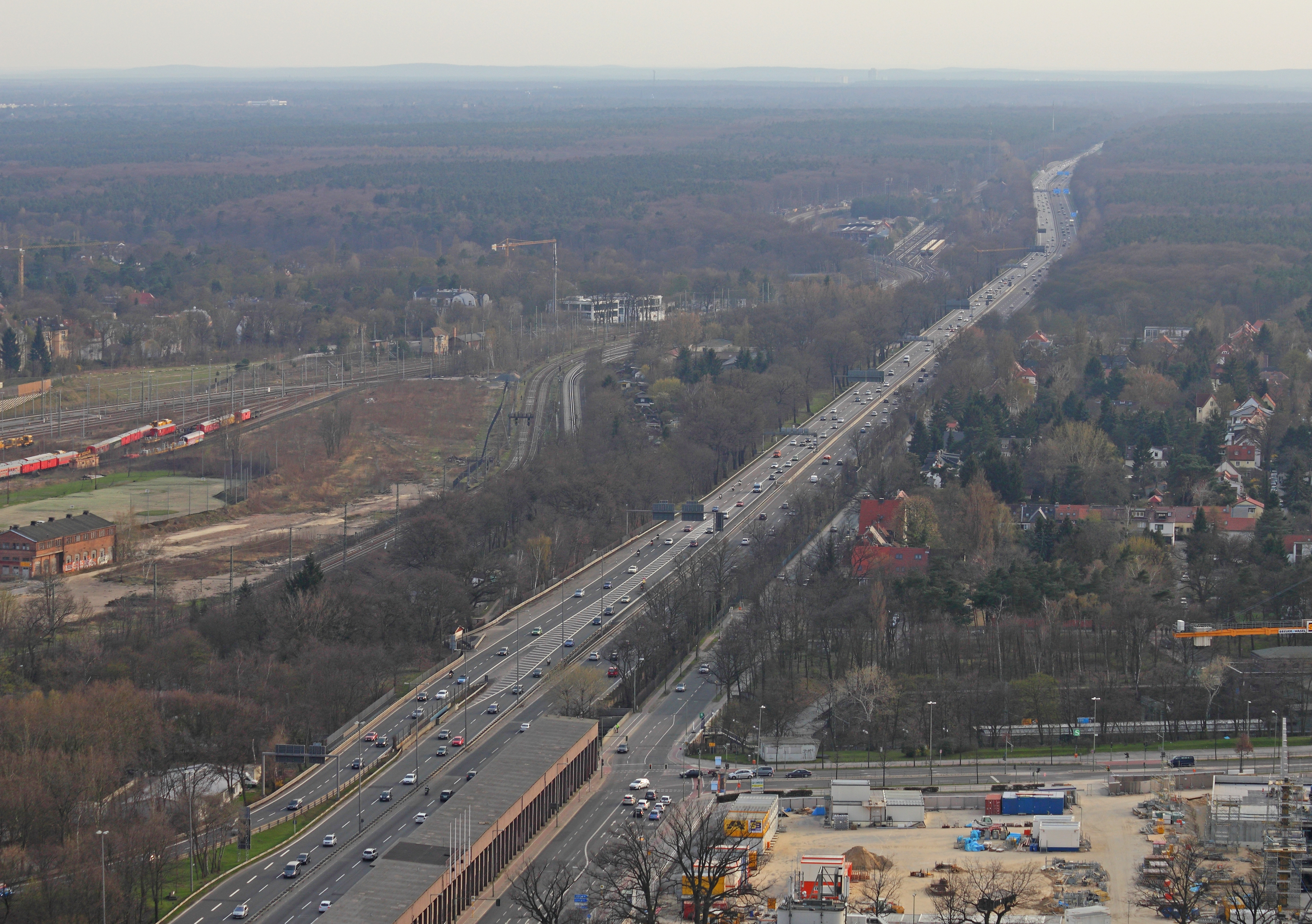

Automobil-Verkehrs- und Übungs-Straße, AVUS (tyska: [ˈaːvʊs] ( lyssna)), var fram till 1998 en racerbana belägen i stadsdelen Charlottenburg i västra Berlin. Banan var en kombinerad racerbana och motorväg. Racerbanan bestod av två 9 km långa raksträckor (som också utgjorde en motorväg) och två kurvor, Südkurve och Nordkurve. Bilvägen AVUS heter idag A115 och har även europavägnummer E51. Många gånger nämns AVUS som världens allra första motorväg.

## Historia
AVUS började planeras 1907 av Automobilclub von Deutschland (AvD) som en motorsportbana och som testbana för fordonsindustrin genom Grunewaldskogen. Byggandet av AVUS påbörjades 1913, men på grund av första världskriget försenades bygget och banan blev klar först 1921. Under kriget arbetade ryska krigsfångar med byggandet av AVUS. Affärsmannen Hugo Stinnes finansierade byggnationens resterande del.
När AVUS öppnades var banan hela 19 569 meter lång. Idag är de långa raksträckorna viktiga delar av det motorvägsnät som leder trafiken i, runt och ut från Berlin. Själva raksträckan byggdes redan från början med två parallella körbanor precis så som man bygger motorvägar. Det enda som skilde var att det i ändarna var två kurvor som fungerade som vändslingor. Detta var ändå den första väg som byggdes enligt principer som skulle komma att gälla för efterföljande motorvägar. 
Från början var AVUS enbart en racerbana. Vägtrafiken var så gles att motorvägar var meningslösa. Allmänheten kunde betala för att köra racing, om banan var ledig. Från och med 1930-talet byggdes det motorvägar i stor omfattning i Tyskland och man hade använt AVUS som förebild. När man började bygga ett motorvägsnät runt Berlin så blev även AVUS integrerad i detta motorvägsnät. På racerbanans början och slut byggdes anslutningar till de vanliga motorvägarna genom att trafiken leddes förbi vändslingorna. Detta gjorde att banan kunde fungera både som motorväg och som racerbana. I normala fall leddes trafiken förbi vändslingorna. När den sedan skulle användas som racerbana stängdes vägen av för allmän trafik och istället användes då vändslingorna.
1926 kördes det allra första Tysklands Grand Prix på AVUS med Rudolf Caracciola som vinnare. Senare skulle man dock köra på den nya banan Nürburgring. 1953 gjordes ett försök att göra AVUS till världens snabbaste bana genom att göra en mycket brant bankning (43°) på Nordkurve. Hermann Lang satte ett varv med genomsnittshastigheten 260 km/h och ingen skulle köra ett varv snabbare på en racerbana förrän på Indianapolis Motor Speedway tre årtionden senare.
Under 1930-talet användes  banan för att testa snabba bilar och man uppnådde hastigheter på över 500 km/h. Auto Union och Mercedes-Benz tävlade 1937 med varandra om vem som kunde uppnå högst hastighet. Mercedes-Benz vann då. Vid ett nytt möte 1938 på den nybyggda motorvägen mellan Frankfurt och Darmstadt omkom  Auto Unions förare  Bernd Rosemeyer.

### AVUS i Västberlin
Under kalla kriget kom AVUS att hamna i det som blev Västberlin. Motorvägen blev då en viktig förbindelse för transittrafiken som skulle från Västberlin och ut mot Berliner Ring, som då tillhörde DDR. Trafik från Västberlin som skulle till det dåvarande Västtyskland använde då ofta denna väg. Efter Tysklands återförening har denna motorväg fortsatt vara en viktig förbindelse till och från Berlin. Avus blev ett begrepp för berlinarna då det var den enda motorvägen i den inneslutna staden med obegränsad hastighet. I mitten av 1970-talet infördes vägnummer för motorvägar i Västtyskland, och AVUS fick nummer 15. 
1951 kortade man ner tävlingsbanan till en längd på 8 300 meter. Südkurve förändrades från en hårnål till en kurva som påminde om en rondell, men var mycket större. 1959 kördes Tysklands GP på AVUS och vanns av Tony Brooks. Jean Behra dog efter att ha flugit över kanten på bankningen vid Nordkurve. Efter den olyckan togs bankningen bort.

### AVUS efter 1990
Motorvägen bytte i början av 1990-talet nummer från 15 till 115, eftersom man brukade ha tresiffriga nummer för korta stadsmotorvägar, och numren 10-19 behövdes för östra Tyskland som hade införlivats i landet. Sträckan hade fri fart till 1989, då 100 km/h infördes som gräns.
1989 kortade man ner tävlingsbanan ytterligare till 4 879 meter och 1992 till 2 639 meter. 1992 byggdes också Bremskurve, en liten chikan som skulle sänka farterna något. Südkurve hade också blivit en mycket trång hårnål. 1994 byggdes ytterligare en chikan, precis före ingången av Nordkurve. 
1995 omkom britten Keith Odor under ett DTM-lopp efter att ha blivit påkörd av tysken Frank Biela. Odor dog omedelbart. Efter alla olyckor beslutades det att AVUS skulle läggas ned. 1998 kördes det sista loppet på AVUS. Dock byggdes det en ersättare till AVUS, Lausitzring.
Resterna av Süd- och Nordkurve finns fortfarande kvar.

## Kuriosa
I bondfilmen Octopussy finns det en scen där James Bond kör just på denna motorväg.
En av BMWs färger heter AVUS-blå.

## Trafikplatser
Se A115.